# Ostroga (skała)

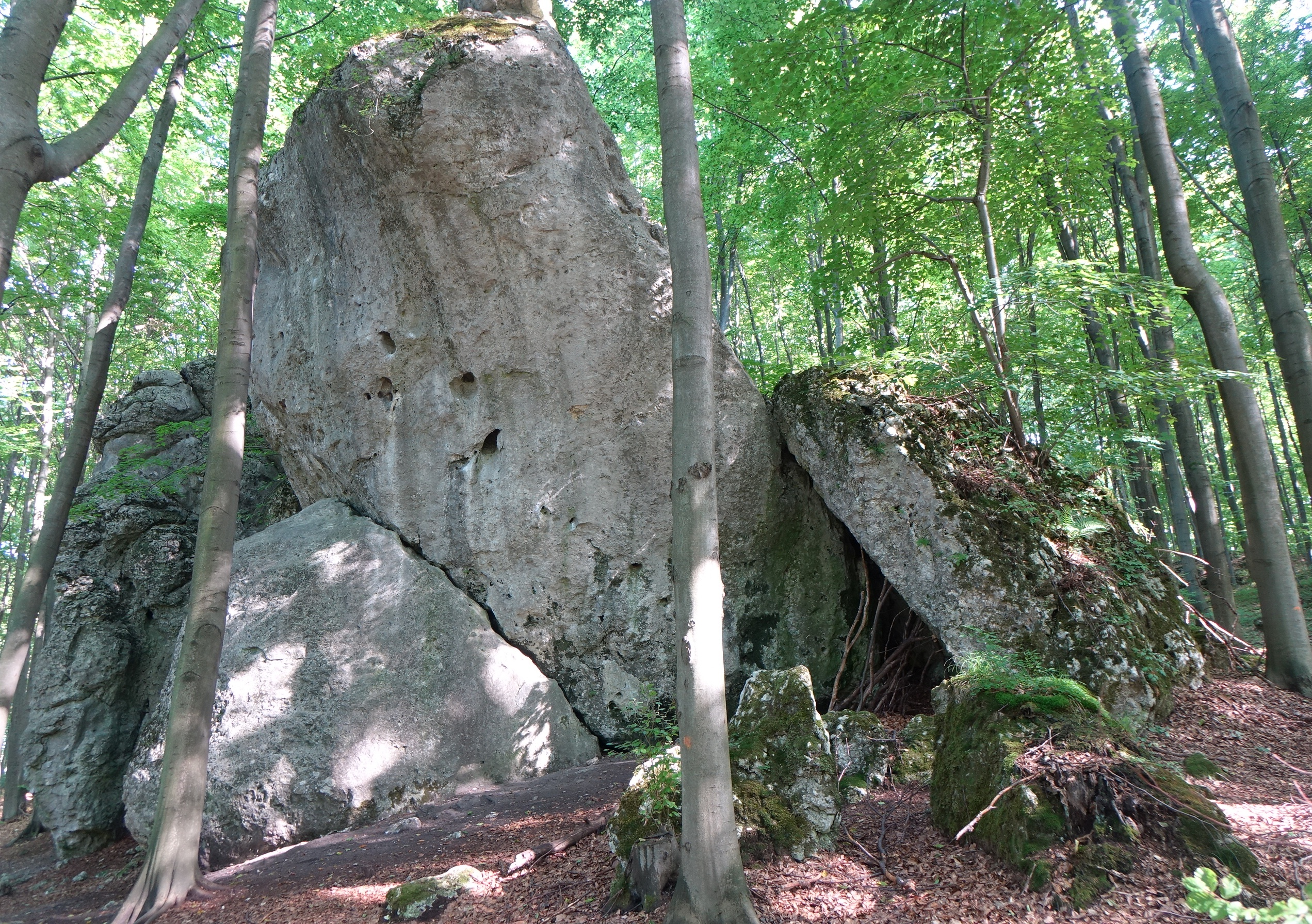

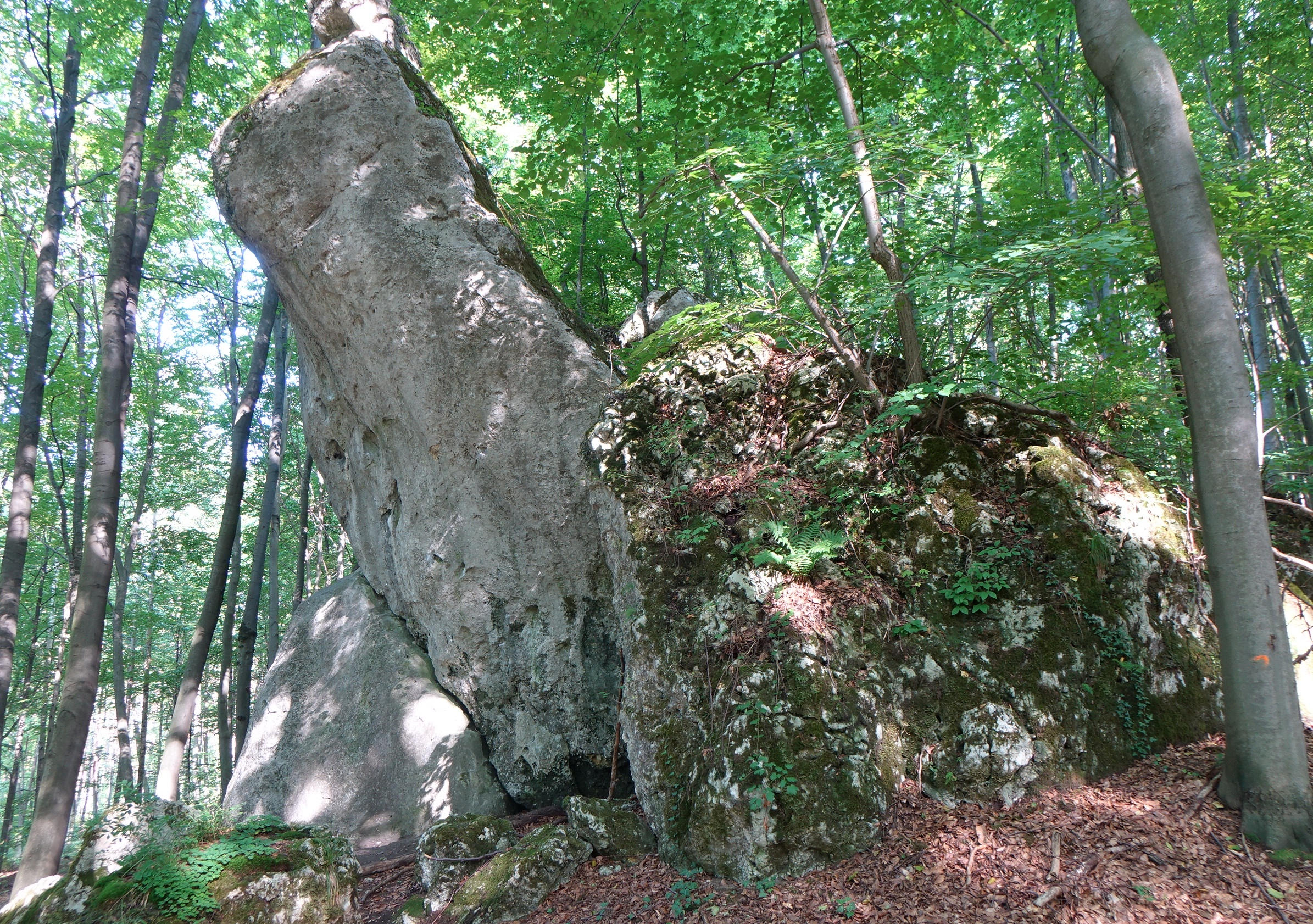

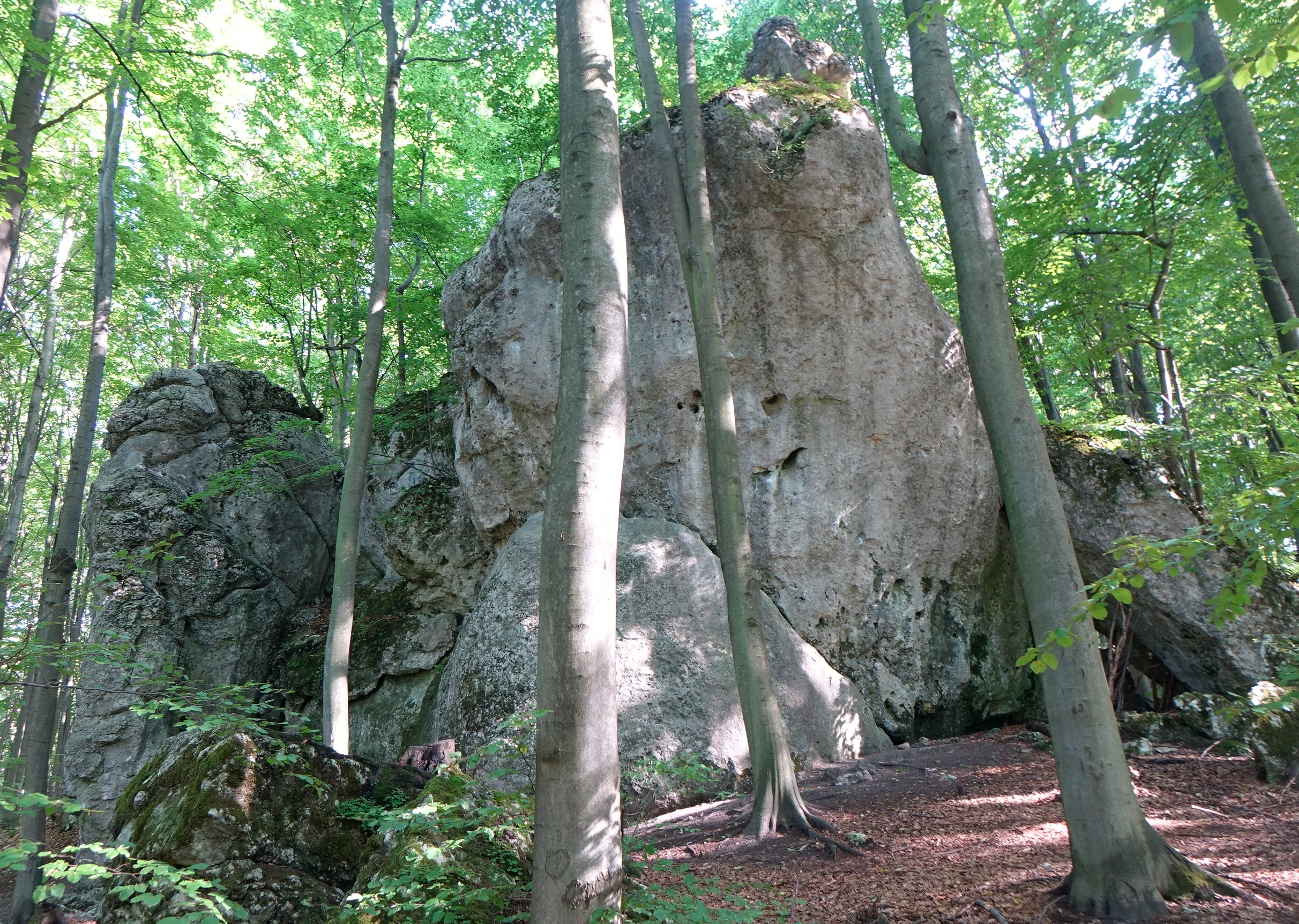

Ostroga – skała na Wyżynie Częstochowskiej w obrębie Wyżyny Krakowsko-Częstochowskiej. Dawniej nazywana była Turnią Szyderców. Znajduje się w lesie po południowej stronie czarnego Szlaku Gór Gorzkowskich (odcinek od Siedlca przez Kamieniołom Warszawski do Ostrężnika), administracyjnie w obrębie wsi Siedlec w powiecie częstochowskim, w gminie Janów.
Ostroga to zbudowana z wapienia skała o wysokości około10 m i pionowej lub przewieszonej ścianie. Znajduje się w rzadkim lesie, około 50 m od drogi, którą prowadzi czarny szlak turystyczny, po przeciwnej stronie skał Dinozaur i Brama Brzegowa. W 2018 roku na Dinozaurze wspinacze skalni poprowadzili 13 drogi wspinaczkowe o trudności od V- do VI.3+ w skali polskiej. Jest też jeden projekt. Na 12 drogach zamontowano stałe punkty asekuracyjne: ringi (r) i stanowiska zjazdowe (st), tylko na jednej wspinaczka tradycyjna (trad). Nie były to jednak pierwsze przejścia tej skały; wspinano się na niej już w 2012 r.

## Drogi wspinaczkowe
1. Wciągam z pyłem; VI, 4r + st
2. Coś mi się zblokowało; VI.3, 5r + st
3. Dolina ciszy; VI.3+, 5r + st
4. Jeleniołania; VI.2, 5r + st)
5. Umaguma; V, 4r + st
6. Grażyna; V-, 4r + st
7. Sławko; V+, 6r + st
8. Wariant po skosie; VI.1, 6r + st
9. Czetnicki bękart; V, trad
10. Piwne oczy; VI+, 5r + st
11. Mętne oczy; VI.1+, 5r + st
12. Brunhilda; VI.2, 5r + st
13. Boso i w ostrogach; VI.3+, 6r + st
14. Projekt VI.5+?[1].